# The Rise and Fall of Ziggy Stardust and the Spiders from Mars
| 전문가 평가                   | 전문가 평가 |
| 평가 점수                     | 평가 점수   |
| 출처                          | 점수        |
| ----------------------------- | ----------- |
| AllMusic                      | [ 1 ]       |
| Blender                       | [ 2 ]       |
| Chicago Tribune               | [ 3 ]       |
| Christgau's Record Guide      | B+          |
| Encyclopedia of Popular Music | [ 5 ]       |
| Pitchfork                     | 10/10       |
| Q                             | [ 7 ]       |
| The Rolling Stone Album Guide | [ 8 ]       |
| Spin                          | [ 9 ]       |
| Uncut                         | [ 10 ]      |

《The Rise and Fall of Ziggy Stardust and the Spiders from Mars》(흔히 《Ziggy Stardust》로 줄임)는 1972년 6월 16일, 영국에서 발매된 영국의 싱어송라이터 데이비드 보위의 다섯 번째 스튜디오 음반이다. 프로듀싱은 보위와 켄 스콧이 맡았고, 믹 론슨, 트레버 볼더, 믹 우드맨지로 구성된 보위의 후원 밴드인 스파이더스 프롬 마스의 기여를 특징으로 한다. 이 음반은 그의 이전 음반인 《Hunky Dory》처럼 런던의 트라이던트 스튜디오에서 녹음되었다. 대부분의 음반은 1971년 11월에 녹음되어 1972년 1월과 2월 초에 추가 세션이 있었다.
느슨한 콘셉트 음반으로 묘사되는 《The Rise and Fall of Ziggy Stardust and the Spiders from Mars》는 외계 생명체의 전달자 역할을 하는 허구적이고 양성성적인 양성애 록 스타인 보위의 티격태격한 분신 지기 스타더스트에 관한 것이다. 이 음반, 그리고 지기 스타더스트의 캐릭터는 글램 록의 영향을 받았고 성 탐구와 사회적 금기의 주제를 탐구했다. 그리고 D. A. 페네베이커가 감독한 동명의 콘서트 영화는 1973년에 녹음되어 10년 후에 개봉되었다.
《The Rise and Fall of Ziggy Stardust and the Spiders from Mars》는 영국 음반 차트 5위, 미국 《빌보드》 톱 LP & 테이프 차트 75위에 올랐다. 2016년 1월 현재 전 세계적으로 750만 장이 팔렸다. 그 음반은 널리 비평가들의 호평을 받았다. 2017년, 미국 의회도서관에서 "문화적, 역사적으로 또는 예술적으로 중요한" 것으로 간주되어 내셔널 레코딩 레지스트리에 보존을 위해 선정되었다.

## 배경
1971년 2월, 미국 홍보 투어를 마친 뒤, 데이비드 보위는 잉글랜드 해든 홀로 돌아와 곡 작업을 시작했다. 이 곡들 중 다수는 미국에서 접한 다양한 음악 장르들로부터 영감을 받아 탄생했다. 그는 30곡이 넘는 곡을 작곡했으며, 이 가운데 다수는 그의 네 번째 스튜디오 음반 《Hunky Dory》와 《Ziggy Stardust》에 수록되었다. 이 곡들 중에는 〈Moonage Daydream〉과 〈Hang On to Yourself〉가 포함되어 있는데, 이 곡들은 1971년 2월, 그의 단명 밴드 아널드 콘스와 함께 처음 녹음한 뒤 《Ziggy Stardust》를 위해 다시 작업되었다.
《Hunky Dory》는 1971년 중반 런던 트라이던트 스튜디오에서 켄 스콧의 프로듀싱 아래 녹음되었다. 이 세션에는 이후 스파이더스 프롬 마스로 알려지게 되는 기타리스트 믹 론슨, 베이시스트 트레버 볼더, 드러머 믹 우드맨지가 참여했다. 우드맨지에 따르면, 《Hunky Dory》와 《Ziggy Stardust》는 거의 연이어 녹음될 뻔했지만, 스파이더스는 《Hunky Dory》에 수록된 곡들이 라이브 공연에 적합하지 않다고 판단하여 투어용 곡이 필요한 후속 음반을 제작하기로 했다.
보위의 매니저 토니 디프리스는 머큐리 레코드와의 계약을 종료한 뒤, 미국의 여러 레이블에 음반을 제시했다. 뉴욕에 본사를 둔 RCA 레코드의 수장 데니스 카츠는 이 테이프를 듣고 피아노 기반 곡들의 가능성을 높게 평가하여 1971년 9월, 보위와 3장 음반 계약을 체결했다. 이후 RCA는 10년 동안 보위의 레이블이 되었다. 《Hunky Dory》는 비평가들로부터 매우 긍정적인 평가를 받으며 12월에 발매되었지만, 초기에는 판매량이 저조했다.

## 곡 목록
모든 곡들은 특별한 언급이 없는 한 데이비드 보위에 의해 작사/작곡하였다.
| #  | 제목                            | 재생 시간 |
| -- | ------------------------------- | --------- |
| 1. | 〈Five Years〉                  | 4:42      |
| 2. | 〈Soul Love〉                   | 3:34      |
| 3. | 〈Moonage Daydream〉            | 4:40      |
| 4. | 〈Starman〉                     | 4:10      |
| 5. | 〈It Ain't Easy (론 데이비스)〉 | 2:58      |

| #  | 제목                      | 재생 시간 |
| -- | ------------------------- | --------- |
| 1. | 〈Lady Stardust〉         | 3:22      |
| 2. | 〈Star〉                  | 2:47      |
| 3. | 〈Hang On to Yourself〉   | 2:40      |
| 4. | 〈Ziggy Stardust〉        | 3:13      |
| 5. | 〈Suffragette City〉      | 3:25      |
| 6. | 〈Rock 'n' Roll Suicide〉 | 2:58      |

## 인증
| 국가                                                            | 인증        | 판매량/출하량 |
| --------------------------------------------------------------- | ----------- | ------------- |
| 덴마크 (IFPI Danmark)                                           | 골드        | 10,000        |
| 이탈리아 (FIMI) sales since 2009                                | 플래티넘    | 50,000        |
| 영국 (BPI)                                                      | 2× 플래티넘 | 1,500,000     |
| 미국 (RIAA)                                                     | 골드        | 500,000^      |
| ^출하량을 기반으로 한 인증 · 판매량+스트리밍을 기반으로 한 인증 |             |               |